# Kwartel
De kwartel (Coturnix coturnix) is een vogel uit de familie van de fazantachtigen (Phasianidae) en de enige trekvogel uit de orde der hoendervogels.

## Kenmerken
De kwartel is een schuwe en gedrongen vogel, circa 17 centimeter en 100 tot 150 gram, met korte staart en relatief grote vleugels. Hij verbergt zich vaak en vliegt zelden op. Hij is aardekleurig en bruingestreept met een witte oogstreep. Op de rug vormen langere lengtestrepen twee duidelijke banden. Het mannetje heeft een donkerder kop dan het vrouwtje en is iets groter.

## Voortplanting
De tweede helft van mei tot juni worden zeven tot veertien bruingevlekte, geelachtige eitjes in een grondnest gelegd. De hen broedt zeventien dagen alleen. Ze voert de jongen alleen. De jongen kunnen na twee dagen vliegen. In gevangenschap kunnen de jongen, uitgebroed in broedmachines, vanaf de eerste dag zelfstandig eten.

## Leefwijze
De vogel voedt zich met al wat op de grond te vinden valt: insecten zoals meelwormen, en groenvoer zoals gras en zaden.
Buiten de trek vliegt de kwartel weinig en stuntelig. Wanneer hij tussen de begroeiing betrapt wordt, zal hij zich voor dood tegen de grond drukken, weglopen al of niet zonder eerst te zijn opgesprongen en pas in uitzonderlijke gevallen wegvliegen.
De kwartel zingt niet echt, hij slaat. De mannetjes produceren midden in de zomer een karakteristiek en krachtig kwik-me-dit om hun territorium af te bakenen. De vrouwtjes roepen een lager "priet, priet".

## Leefgebied
De kwartel is een echte trekvogel die broedt in het grootste deel van Europa, behalve Scandinavië, en in Azië. Hij verbergt zich bij voorkeur in erwten-, graan-, hooi-, klaver-, luzerne- en onkruidvelden in moerasgebieden.
De soort telt vijf ondersoorten:
- C. c. coturnix: van Europa en noordwestelijk Afrika tot Mongolië en noordelijk India.
- C. c. conturbans: de Azoren.
- C. c. inopinata: de Kaapverdische eilanden.
- C. c. africana: Afrika bezuiden de Sahara, Mauritius, de Comoren en Madagaskar.
- C. c. erlangeri: oostelijk en noordoostelijk Afrika.

## Trek
De kwartel trekt van april tot mei en van eind augustus tot oktober. Tijdens de trek op geringe hoogte wordt tot 100 km aan een stuk gevlogen. De kwartel overwintert voornamelijk in Afrika, maar ook in Zuid- Europa. Vaak bezochte gebieden zijn de Nijldelta, de Sinaïwoestijn en de zuidelijke Sahara.
In de Bijbel staat in het boek Exodus als wonder beschreven dat ten tijde van Mozes een grote zwerm kwartels zowat op de etensborden kwam gevlogen. Dat was waarschijnlijk zeer welkom in verband met de voedingssituatie, maar niet echt uitzonderlijk voor die tijd en plaats.
Voor de 20e eeuw waren periodieke invasies en de jacht op kwartels heel gewoon. Industriële landbouw en overbejaging rond de Middellandse Zee hebben de soort echter de das omgedaan. De laatste grote invasies waren in 1947 en 1964 toen de kwartel met honderdduizenden naar Europa kwam.

## Bescherming
Rond 1900 bestond er nog een profijtelijke jacht op kwartels in Nederland, deze werd in 1925 verboden. Tussen 1940 en circa 1970 is de stand van de vogel sterk achteruitgegaan door de veranderingen in het agrarisch landschap. In de jaren 1980 en 1990, in het bijzonder in 1989 en 1997, waren er oplevingen. Volgens SOVON bedroeg het aantal broedparen in de periode 1990-2007 2000-6500 paar. Sinds 1985 is het aantalsverloop grillig, maar eerder stijgend dan dalend, daarom heeft de kwartel geen vermelding op de Nederlandse Rode Lijst voor vogels. De soort staat met de notitie 'gegevens ontbreken' op de Vlaamse Rode Lijst. In Nederland geniet de kwartel, net als bijna alle vogelsoorten, bescherming krachtens de Wet natuurbescherming.
BirdLife International doet haar best om de jacht op deze soort in heel Europa verboden te krijgen, ook op Malta. Het behoud van het traditionele voorrecht om op vele soorten vogels, waaronder de kwartel, op hun laatste pleisterplaats tijdens de oversteek van de Middellandse Zee te kunnen jagen, was een van de voorbehouden die het eiland bij toetreden tot de Europese Unie stelde.

## Consumptie

### Vleeskwartel
De vleeskwartel is een cultuurkwartel en het kleinste vederwild dat geconsumeerd wordt. Verschillende industriële kwekerijen leveren het kwartelwildbraad aan, voornamelijk vanuit Frankrijk en Italië.

### Legkwartel
De legkwartel is eveneens een cultuurkwartel, geselecteerd op de productie van kwarteleitjes. De circa 11 gram zware eitjes worden zowel om hun decoratieve kwaliteiten als om de specifieke smaak verwerkt. Legkwartels eindigen meestal als kattenvoer.

## Afbeeldingen

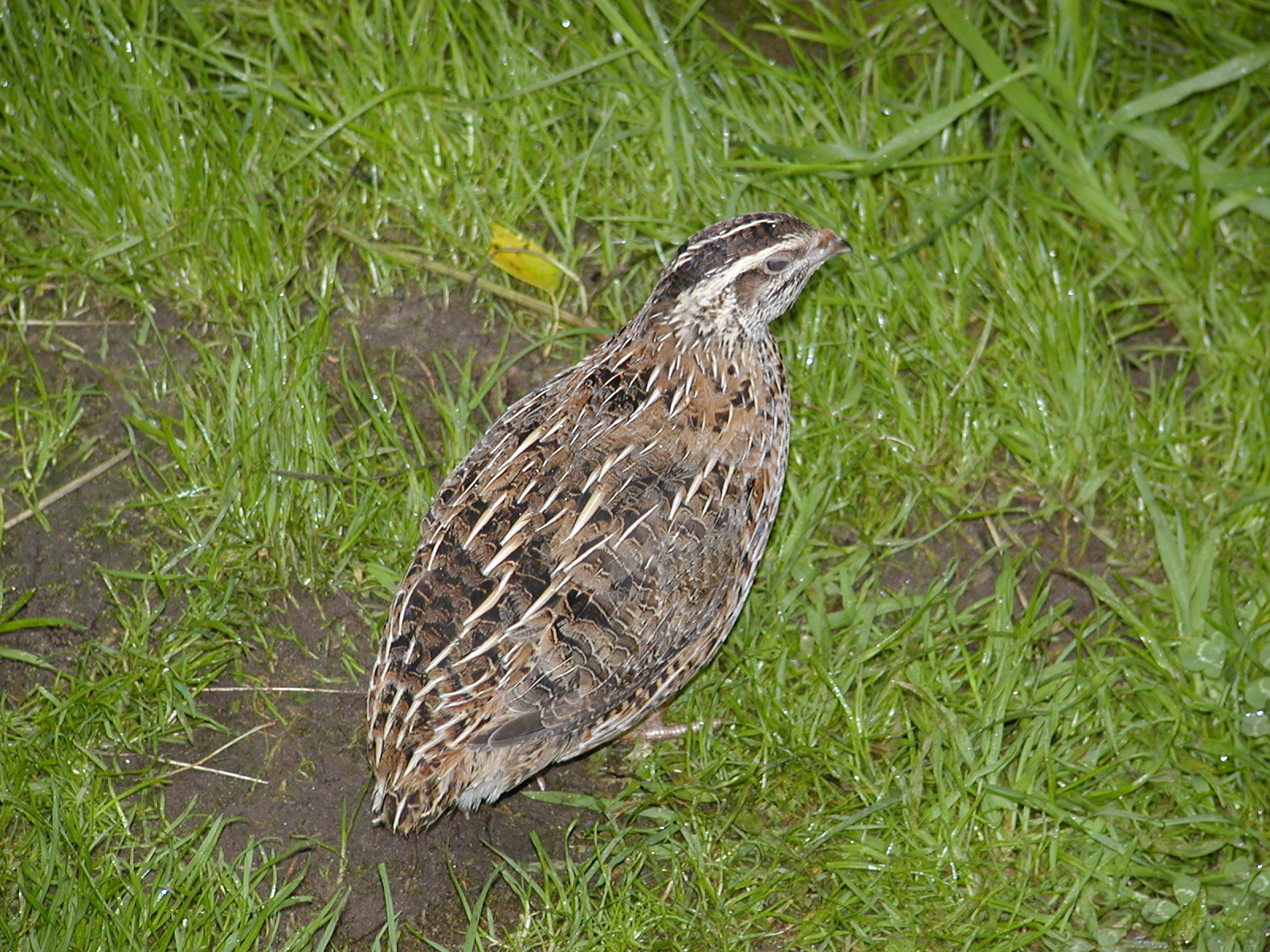
Vrouwelijke kwartel
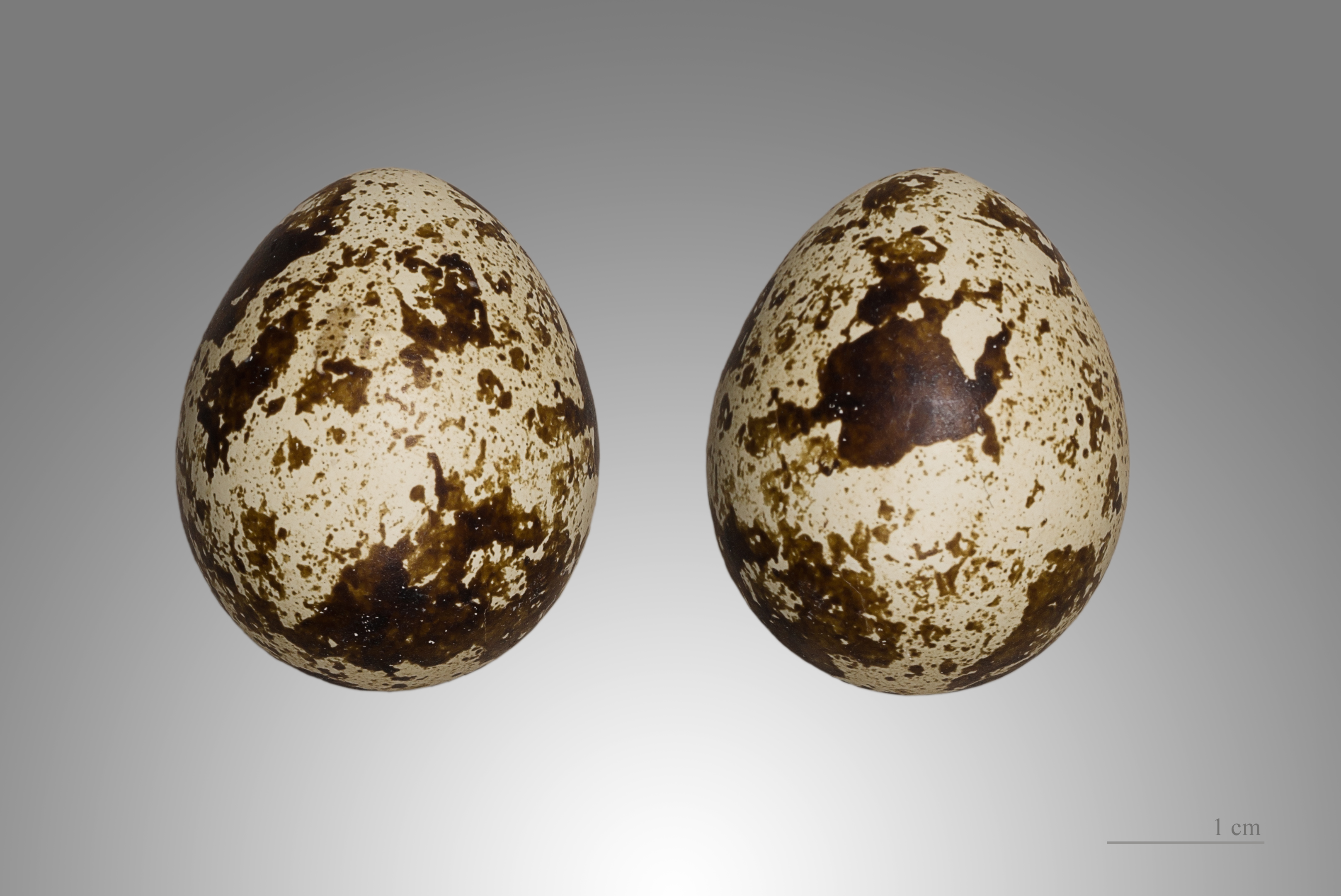
Kwarteleitjes
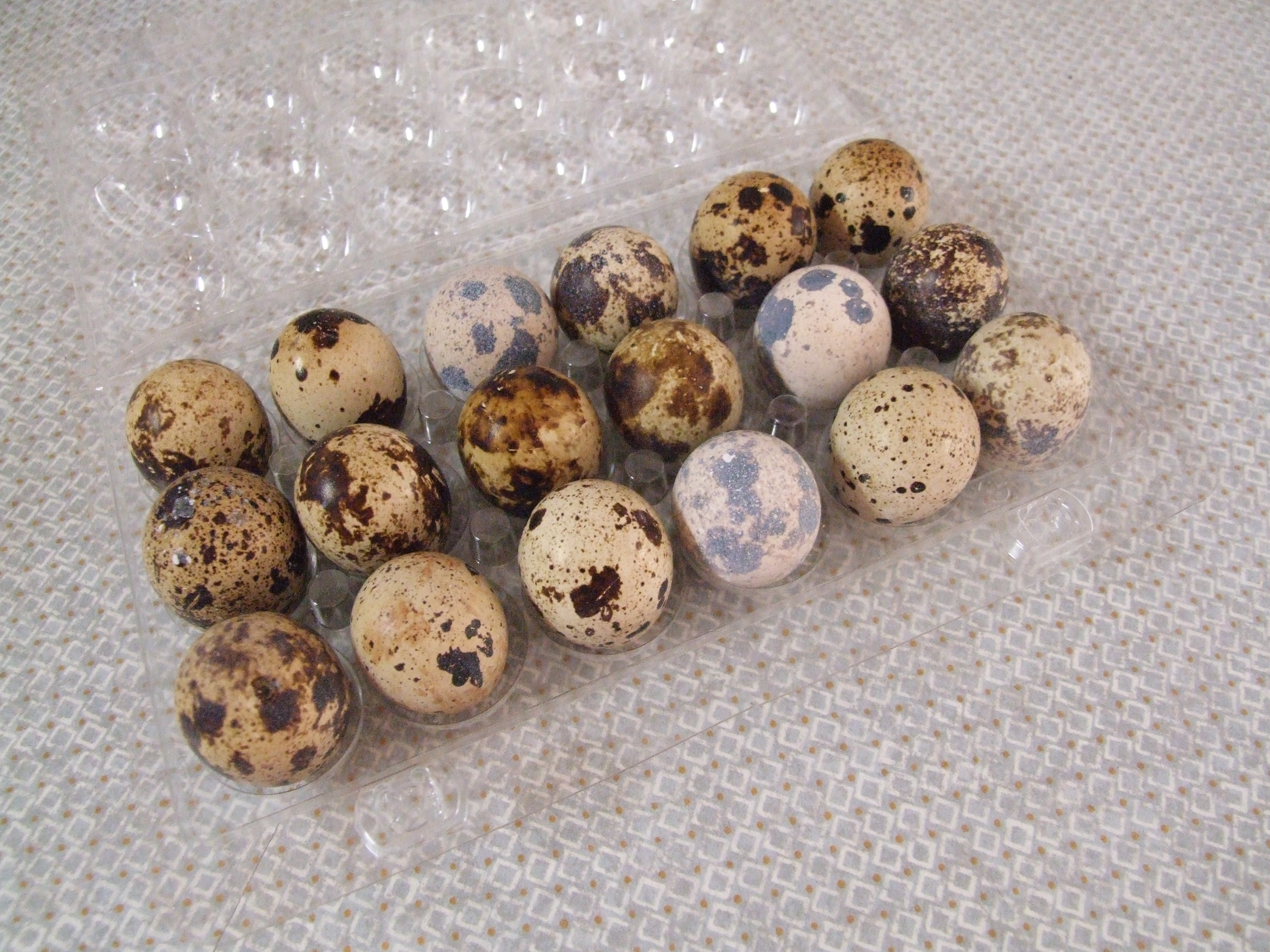
Kwarteleitjes
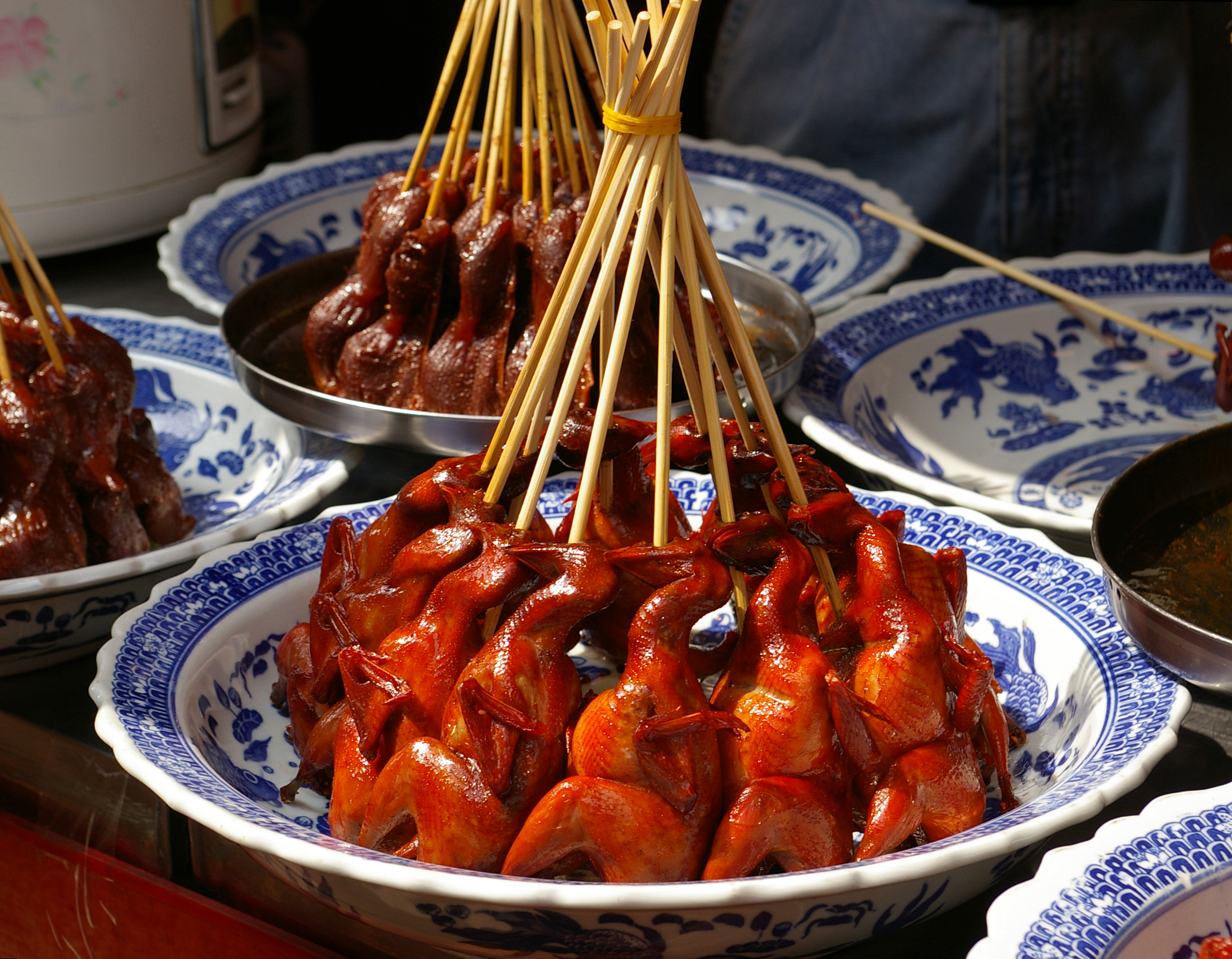
Kwartels op een stokje in Shanghai.

## Video
- Roepende kwartel, 1m:32s